# Courtomer (Orne)
Courtomer és un municipi francès situat al departament de l'Orne i a la regió de Normandia. L'any 2007 tenia 729 habitants.

## Demografia

### Població
El 2007 la població de fet de Courtomer era de 729 persones. Hi havia 312 famílies de les quals 100 eren unipersonals (36 homes vivint sols i 64 dones vivint soles), 112 parelles sense fills, 96 parelles amb fills i 4 famílies monoparentals amb fills.
La població ha evolucionat segons el següent gràfic:
Habitants censats

### Habitatges
El 2007 hi havia 424 habitatges, 317 eren l'habitatge principal de la família, 76 eren segones residències i 31 estaven desocupats. 392 eren cases i 31 eren apartaments. Dels 317 habitatges principals, 204 estaven ocupats pels seus propietaris, 101 estaven llogats i ocupats pels llogaters i 12 estaven cedits a títol gratuït; 31 tenien dues cambres, 54 en tenien tres, 90 en tenien quatre i 142 en tenien cinc o més. 216 habitatges disposaven pel capbaix d'una plaça de pàrquing. A 170 habitatges hi havia un automòbil i a 100 n'hi havia dos o més.

### Piràmide de població
La piràmide de població per edats i sexe el 2009 era:
| Homes | Edats   | Dones |
| ----- | ------- | ----- |
| 0     | 95 o +  | 0     |
| 4     | 90 a 94 | 4     |
| 0     | 85 a 89 | 8     |
| 0     | 80 a 84 | 16    |
| 8     | 75 a 79 | 24    |
| 32    | 70 a 74 | 36    |
| 28    | 65 a 69 | 12    |
| 24    | 60 a 64 | 24    |
| 24    | 55 a 59 | 20    |
| 16    | 50 a 54 | 12    |
| 20    | 45 a 49 | 8     |
| 24    | 40 a 44 | 20    |
| 20    | 35 a 39 | 24    |
| 28    | 30 a 34 | 12    |
| 20    | 25 a 29 | 20    |
| 4     | 20 a 24 | 16    |
| 12    | 15 a 19 | 24    |
| 20    | 10 a 14 | 12    |
| 12    | 5 a 9   | 24    |
| 32    | 0 a 4   | 28    |

## Economia
El 2007 la població en edat de treballar era de 417 persones, 297 eren actives i 120 eren inactives. De les 297 persones actives 266 estaven ocupades (148 homes i 118 dones) i 31 estaven aturades (15 homes i 16 dones). De les 120 persones inactives 55 estaven jubilades, 23 estaven estudiant i 42 estaven classificades com a «altres inactius».

### Ingressos
El 2009 a Courtomer hi havia 337 unitats fiscals que integraven 773,5 persones, la mediana anual d'ingressos fiscals per persona era de 15.408 €.

### Activitats econòmiques
Dels 43 establiments que hi havia el 2007, 1 era d'una empresa extractiva, 3 d'empreses alimentàries, 1 d'una empresa de fabricació d'altres productes industrials, 11 d'empreses de construcció, 13 d'empreses de comerç i reparació d'automòbils, 2 d'empreses de transport, 2 d'empreses d'hostatgeria i restauració, 2 d'empreses financeres, 3 d'empreses de serveis, 4 d'entitats de l'administració pública i 1 d'una empresa classificada com a «altres activitats de serveis».
Dels 19 establiments de servei als particulars que hi havia el 2009, 1 era una oficina d'administració d'Hisenda pública, 1 gendarmeria, 2 oficines bancàries, 1 taller de reparació d'automòbils i de material agrícola, 5 paletes, 4 fusteries, 2 lampisteries, 1 electricista, 1 perruqueria i 1 restaurant.
Dels 8 establiments comercials que hi havia el 2009, 1 era una gran superfície de material de bricolatge, 1 una botiga de més de 120 m², 2 fleques, 1 una fleca, 1 una llibreria i 2 drogueries.
L'any 2000 a Courtomer hi havia 30 explotacions agrícoles que ocupaven un total de 1.200 hectàrees.

## Equipaments sanitaris i escolars
El 2009 hi havia 1 farmàcia i 1 ambulància.
El 2009 hi havia una escola elemental integrada dins d'un grup escolar amb les comunes properes formant una escola dispersa.

## Poblacions més properes
El següent diagrama mostra les poblacions més properes.